# Avril 2015 en sport
Cette page concerne l'actualité sportive du mois d' avril 2015

## Faits marquants

### Dimanche5 avril
- Cyclisme sur route : Le Norvégien Alexander Kristoff (Katusha) s'impose devant le Néerlandais Niki Terpstra (Etixx-Quick Step) et le Belge Greg Van Avermaet (BMC Racing) lors de la 99e édition du Tour des Flandres.

### Samedi11 avril
- Football : Au Stade de France, Le Paris Saint-Germain bat le Sporting Club de Bastia sur le score de 4-0 en finale de la Coupe de la Ligue, remportant son cinquième trophée après ceux remportés en 1995, 1998, 2008 et 2014.

### Dimanche12 avril
- Formule 1 : Lewis Hamilton, parti de la pole position, remporte le Grand Prix de Chine devant son coéquipier Nico Rosberg ; Sebastian Vettel, complète le podium. Kimi Räikkönen se classe quatrième et devance les pilotes Williams, Felipe Massa et Valtteri Bottas. Mercedes conserve la tête du championnat avec 119 points devant Ferrari (79 points) et Williams (48 points).

### Mercredi15 avril
- Football : En quart de finale aller de la Ligue des champions, le PSG s'incline au Parc des Princes, battu 1-3 par le FC Barcelone, compromettant sérieusement ses chances de qualification.

### Dimanche19 avril
- Formule 1 : Lewis Hamilton, parti de la pole position, remporte le Grand Prix de Bahreïn devant Kimi Räikkönen et son coéquipier Nico Rosberg ; Valtteri Bottas se classe quatrième et devance Sebastian Vettel et Daniel Ricciardo. Mercedes conserve la tête du championnat avec 159 points devant Ferrari (107 points) et Williams (61 points).

### Dimanche26 avril
- Sport automobile : le Britannique Kris Meeke remporte, au volant d'une Citroën DS3 WRC, le rallye d'Argentine, quatrième épreuve du championnat du monde des rallyes 2015 devançant le Norvégien Mads Østberg (2e) et le Britannique Elfyn Evans (3e). Le Français Sébastien Ogier conserve la tête du championnat avec 84 points devant Mads Østberg (51 points) et Andreas Mikkelsen (47 points).
- Football : En battant le VfL Wolfsbourg (1-0) lors de la dernière rencontre de la 30e journée de Bundesliga, le Borussia Mönchengladbach offre au Bayern Munich, vainqueur la veille du Hertha Berlin sur le même score, le 25e titre de champion d'Allemagne de son histoire. À quatre journées de la fin du championnat, l'équipe bavaroise, entraînée par Pep Guardiola, compte quinze points d'avance sur le VfL et ne peut donc plus être rejointe.